# Montfoort
Montfoort (anhörenⓘ) ist eine Gemeinde in der niederländischen Provinz Utrecht im Polder Lopikerwaard. Die Stadt Montfoort war zwischen dem 12. Jahrhundert und dem Jahr 1672 Residenz der Burggrafen von Montfoort.

## Lage und Wirtschaft
Montfoort liegt im Südwesten der Provinz Utrecht in einer malerischen Polderlandschaft.
Es liegt 8 km von der nächsten Autobahn, der A 12 Utrecht – Den Haag, entfernt. Die nächsten Bahnhöfe sind Utrecht Centraal und Woerden.
Die Bevölkerung lebt von der Landwirtschaft, dem damit zusammenhängenden Handel und Kleingewerbe und in zunehmendem Maße vom Tourismus. Viele Einwohner pendeln täglich zur Arbeit in die Stadt Utrecht.

## Ortsteile
- Die Kleinstadt Montfoort, Sitz der Gemeindeverwaltung.
- Das Dorf Linschoten.
- Die Weiler Achthoven-West, Achthoven-Oost, Blokland, Cattenbroek, Mastwijk und Willeskop.

## Geschichte
Um 1170 entstand die erste Besiedlung des Gebietes der jetzigen Gemeinde Montfoort rund um ein Schloss gleichen Namens. Der Name stammt vom Lateinischen „Mons Fortis“, das „starker Berg“ bedeutet. Die Schlossherren aus dem Geschlecht De Rover, welche unter dem Namen Van Montfoort firmierten,  waren Burggrafen, die in der Gegend eine erhebliche Macht ausübten. Die Siedlung um das Schloss erhielt 1329 das Stadtrecht.
Regelmäßig gab es Konflikte mit dem Landesherrn, dem Utrechter Bischof. Das führte u. a. im Jahr 1387 zu einer Belagerung und Einnahme Montfoorts durch Truppen des Bischofs.
Inzwischen hatten sich im Gebiet von Linschoten, das 1172 erstmals urkundlich erwähnt wurde, vier Herren ein eigenes Schloss gebaut, und Bauern hatten sich vom Landesherrn ein Stück Sumpfland erworben, das, nachdem sie es urbar gemacht hatten, ihr Eigentum wurde. Ein solcher Vertrag hieß – wie das neu gewonnene Land – ein cope (Niederländisch: koop; Deutsch: Kauf). Ortsnamen wie Willeskop erinnern noch daran.
Im Jahr 1544 gründete der Orden der Johanniter hier eine commanderij (Kommende) mit Kirche: Siehe das Malteserkreuz in der Stadtflagge. Die Stadt Montfoort geriet Ende des 16. Jahrhunderts in Konflikt mit dem Burggrafen, als sich die Stadt zur Reformation bekannte, der Burggraf jedoch katholisch blieb.
Im Jahr 1629 wurde Montfoort von einem riesigen Feuer nahezu völlig zerstört; 1634 wurde die (jetzt protestantische) Kirche neu eröffnet. Der letzte Burggraf musste 1648 zurücktreten, weil er bankrott war. Im Jahr 1672, als Holland von den Franzosen angegriffen wurde, brannten diese u. a. das Montfoorter Schloss nieder. Danach kamen die Montfoorter mühsam durch das 18. und 19. Jahrhundert; man lebte u. a. von der Herstellung von Knöpfen und Schiffstauen. Später war die Backsteinindustrie von Bedeutung.

## Sehenswürdigkeiten
- IJsseltor, das einzig übriggebliebene Stadttor
- Kirche aus dem 17. Jahrhundert
- Überbleibsel der  commanderij der Johanniter
- schmale Straße entlang des Flüsschens Linschoten mit den vielen malerischen Bauernhöfen, die das Dorfbild von Linschoten prägen
- Polderlandschaft mit einigen der typisch holländischen Windmühlen, sehr geeignet für eine Radtour

## Söhne und Töchter des Orts
- Lambertus Hortensius (um 1500–1574), Humanist und Geistlicher
- Isbrand van Diemerbroeck (1609–1674), Mediziner
- Matthew Maty, Mediziner, Biograf und Bibliothekar

## Sitzverteilung im Gemeinderat (2010)

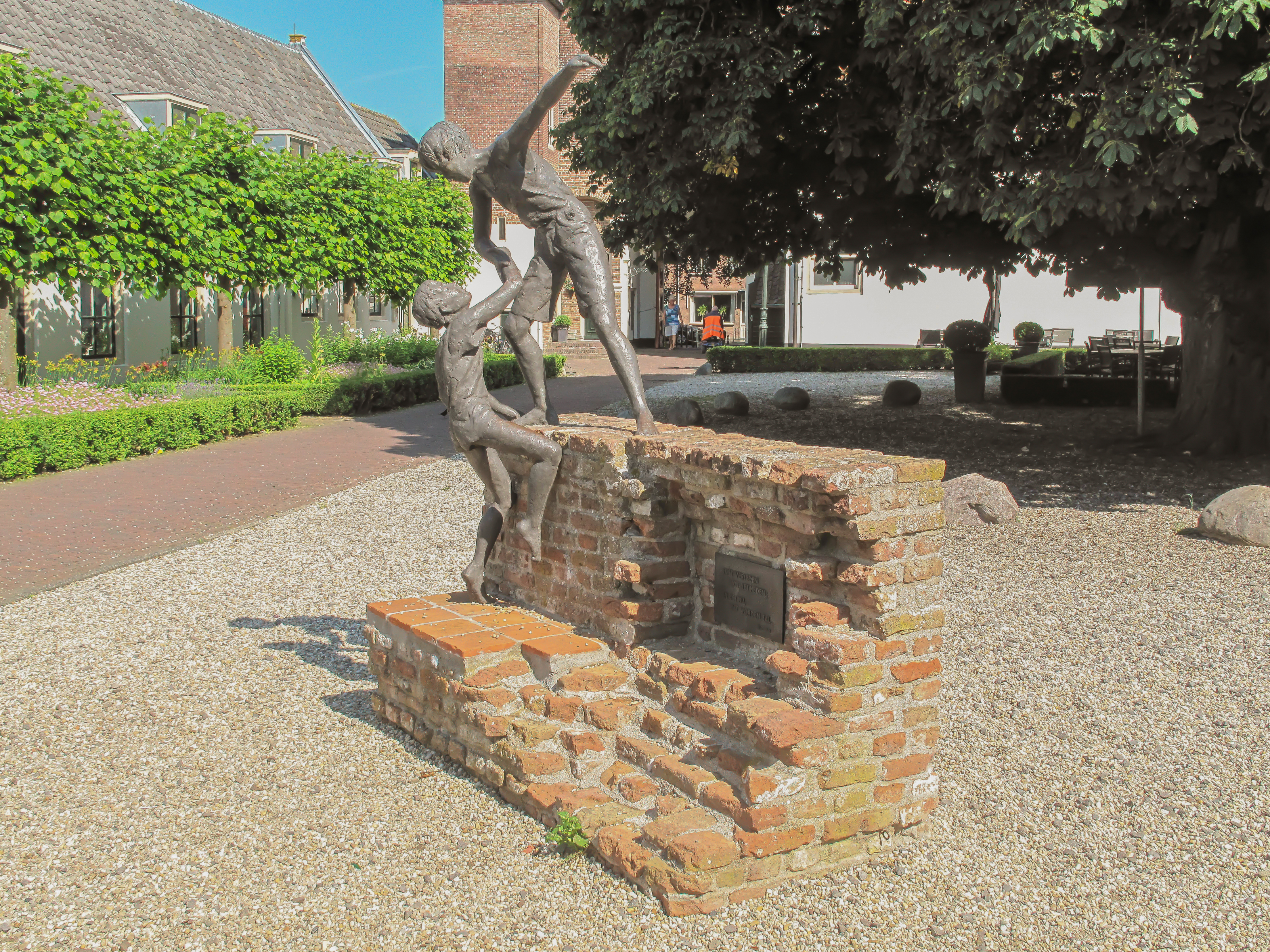
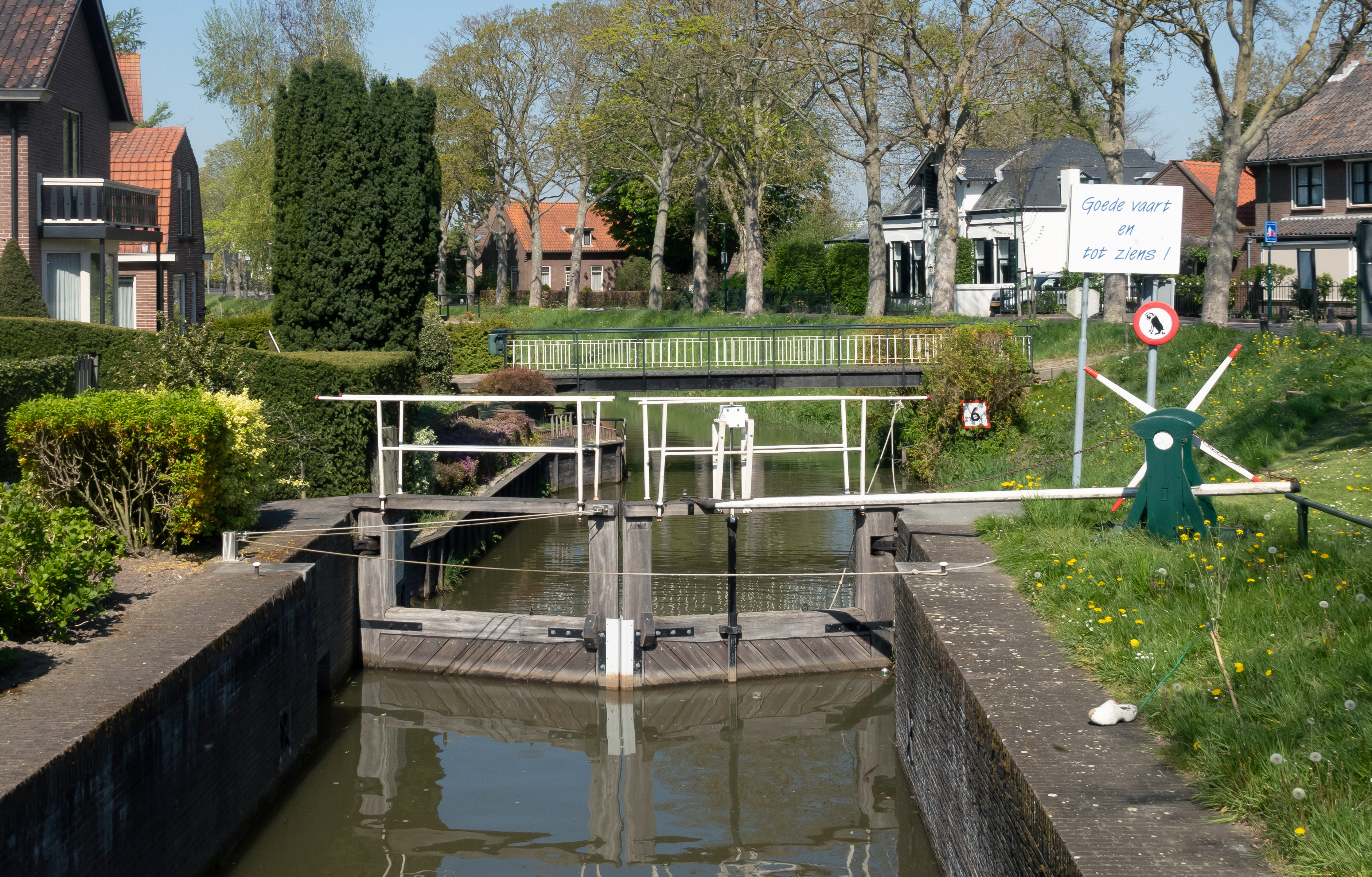
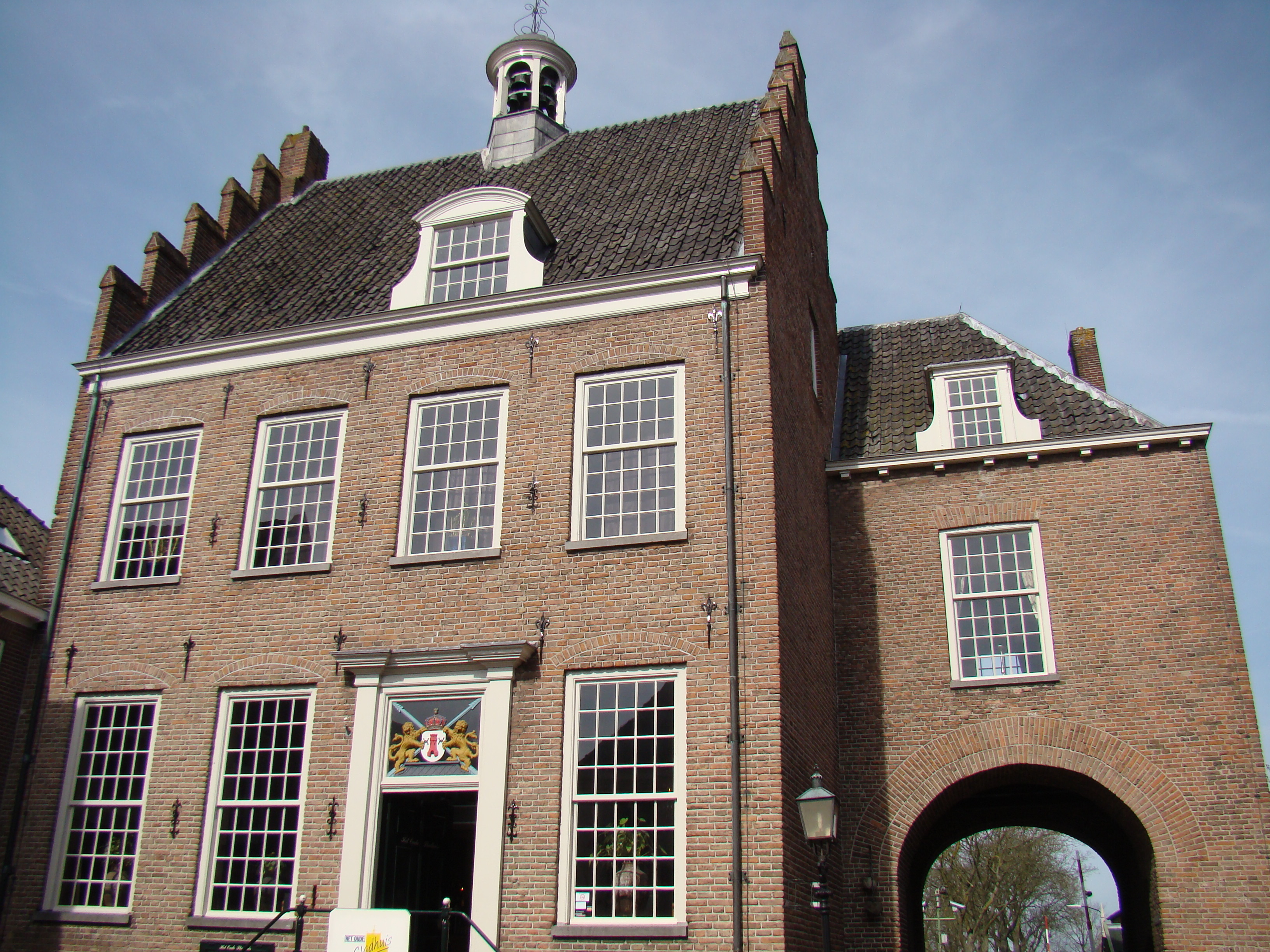
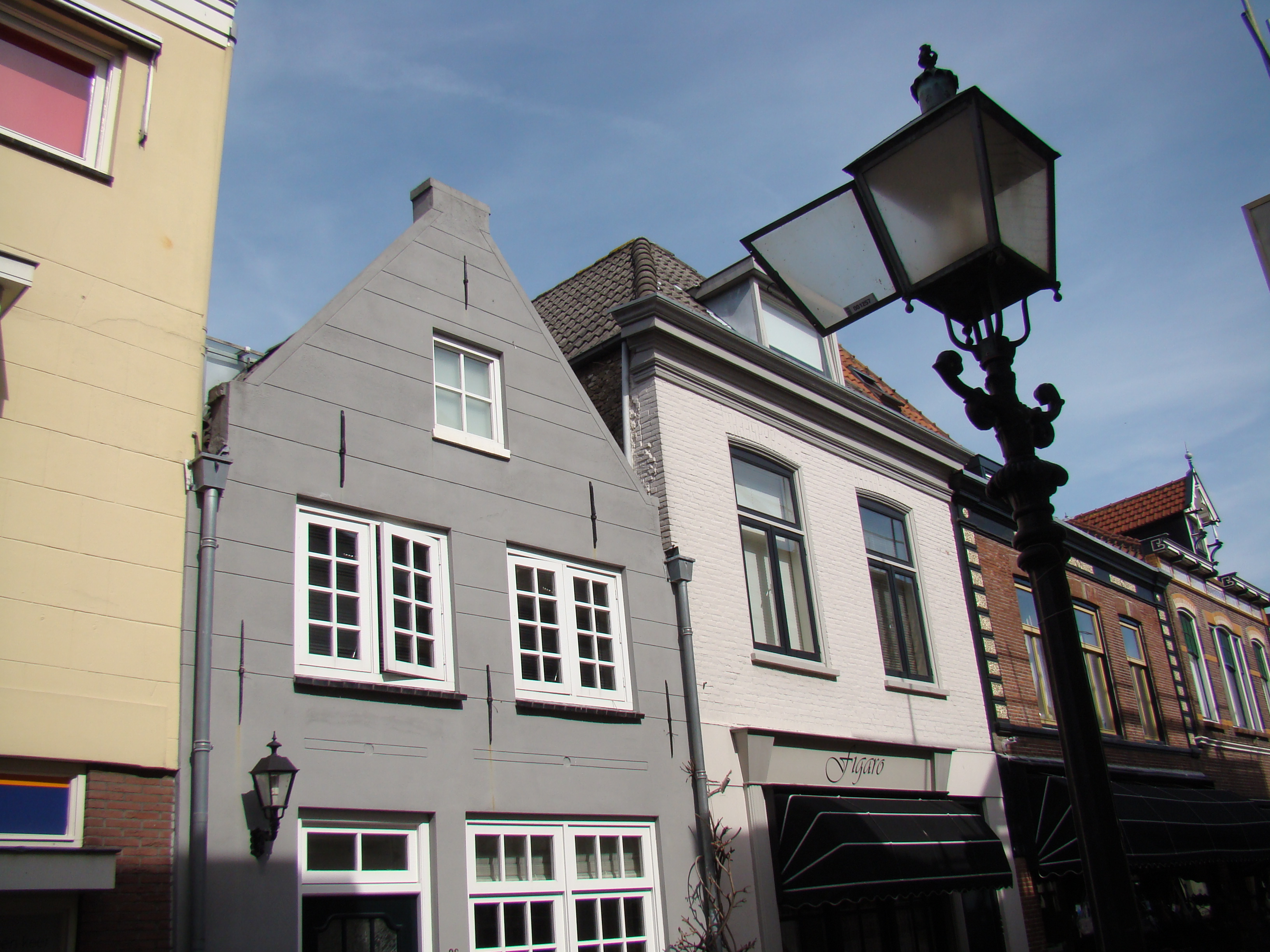
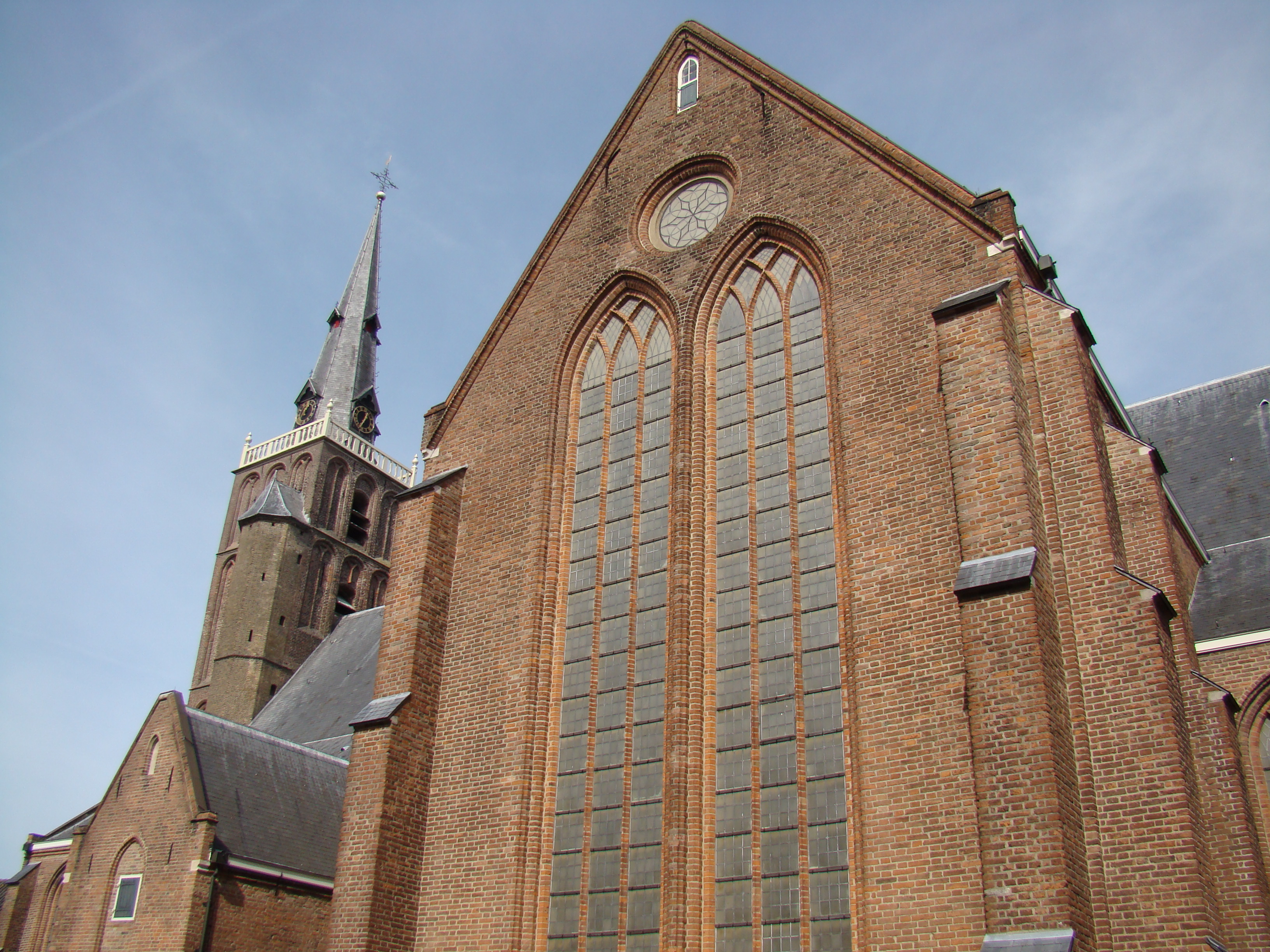
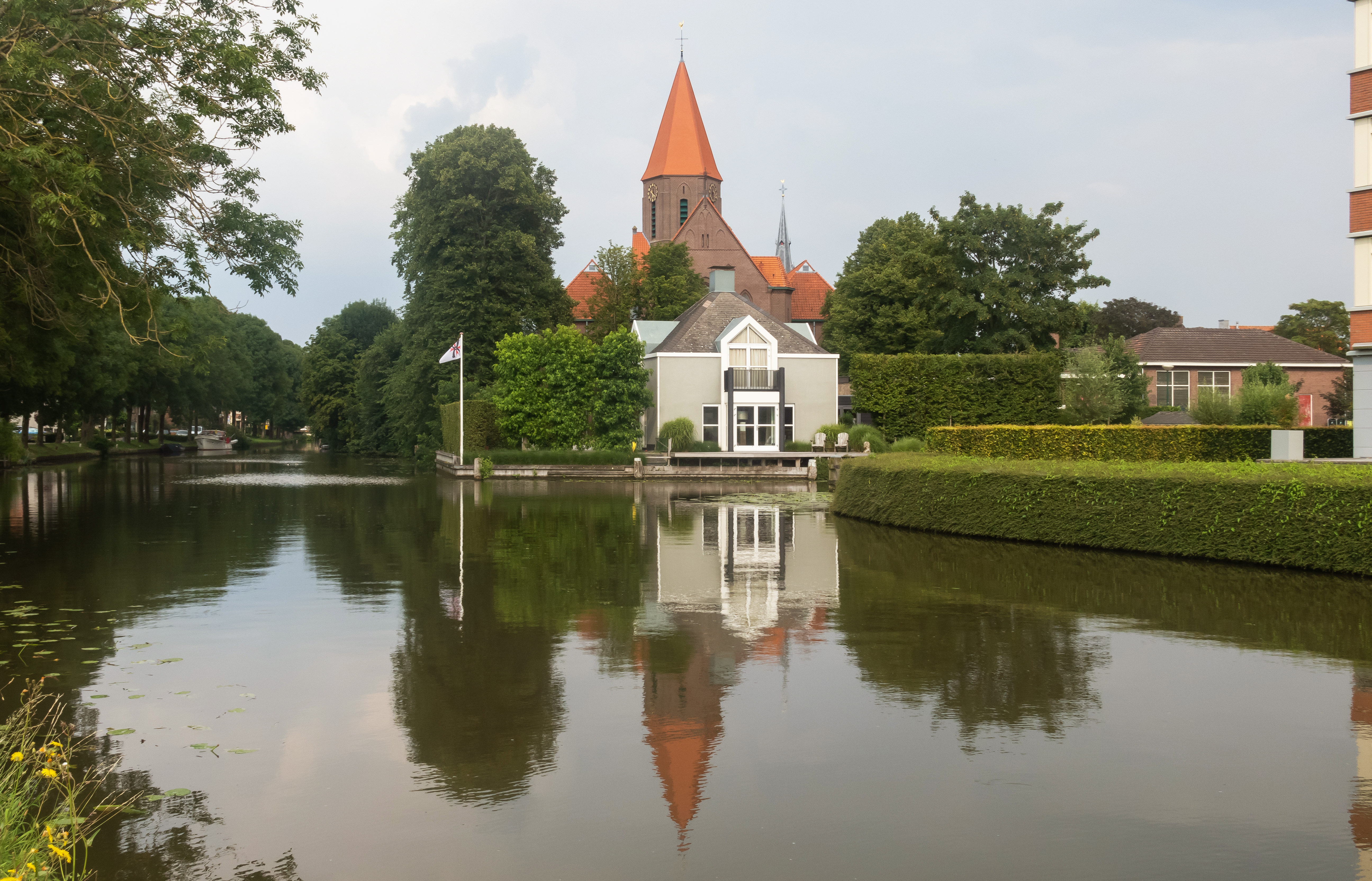
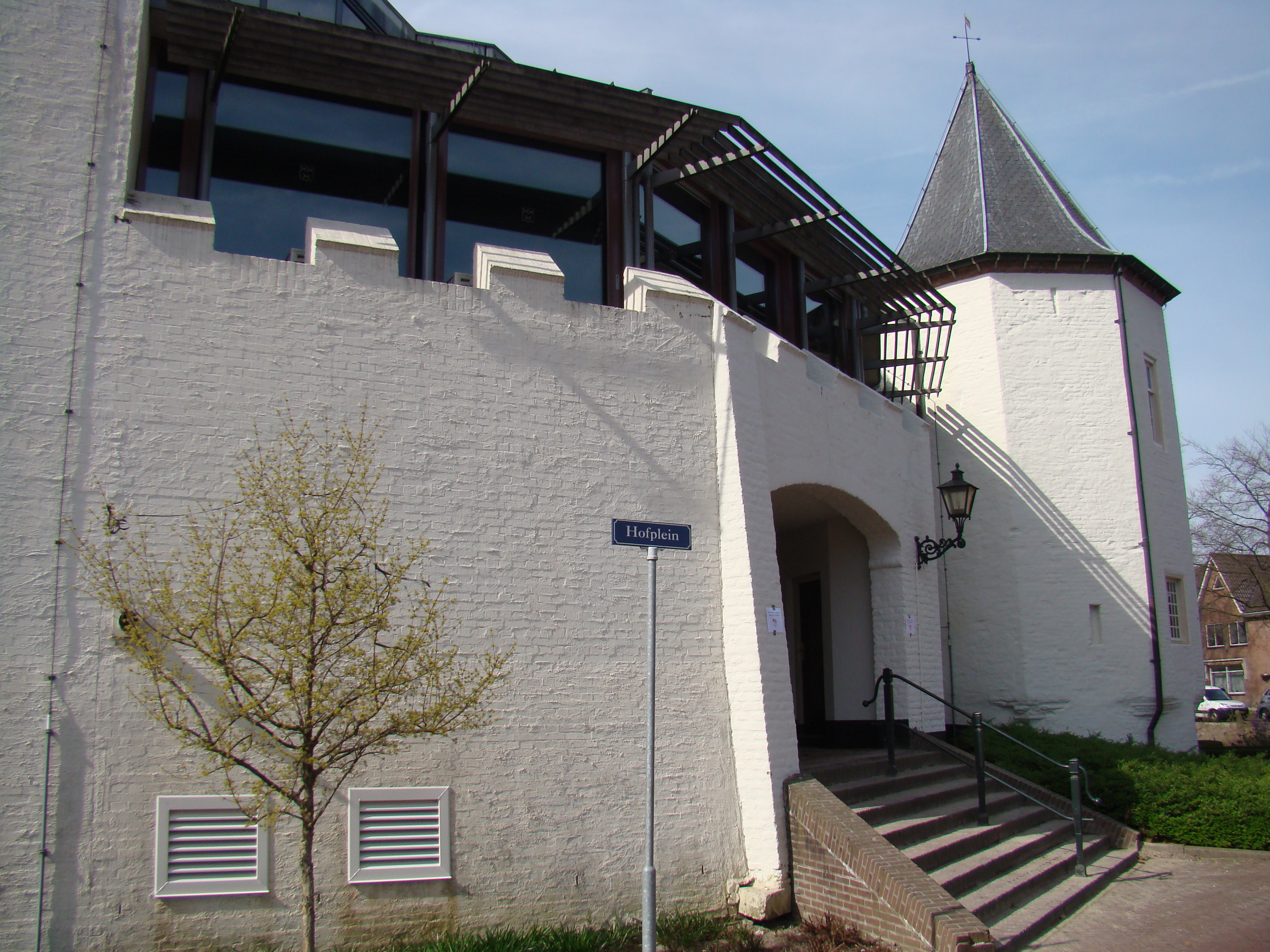
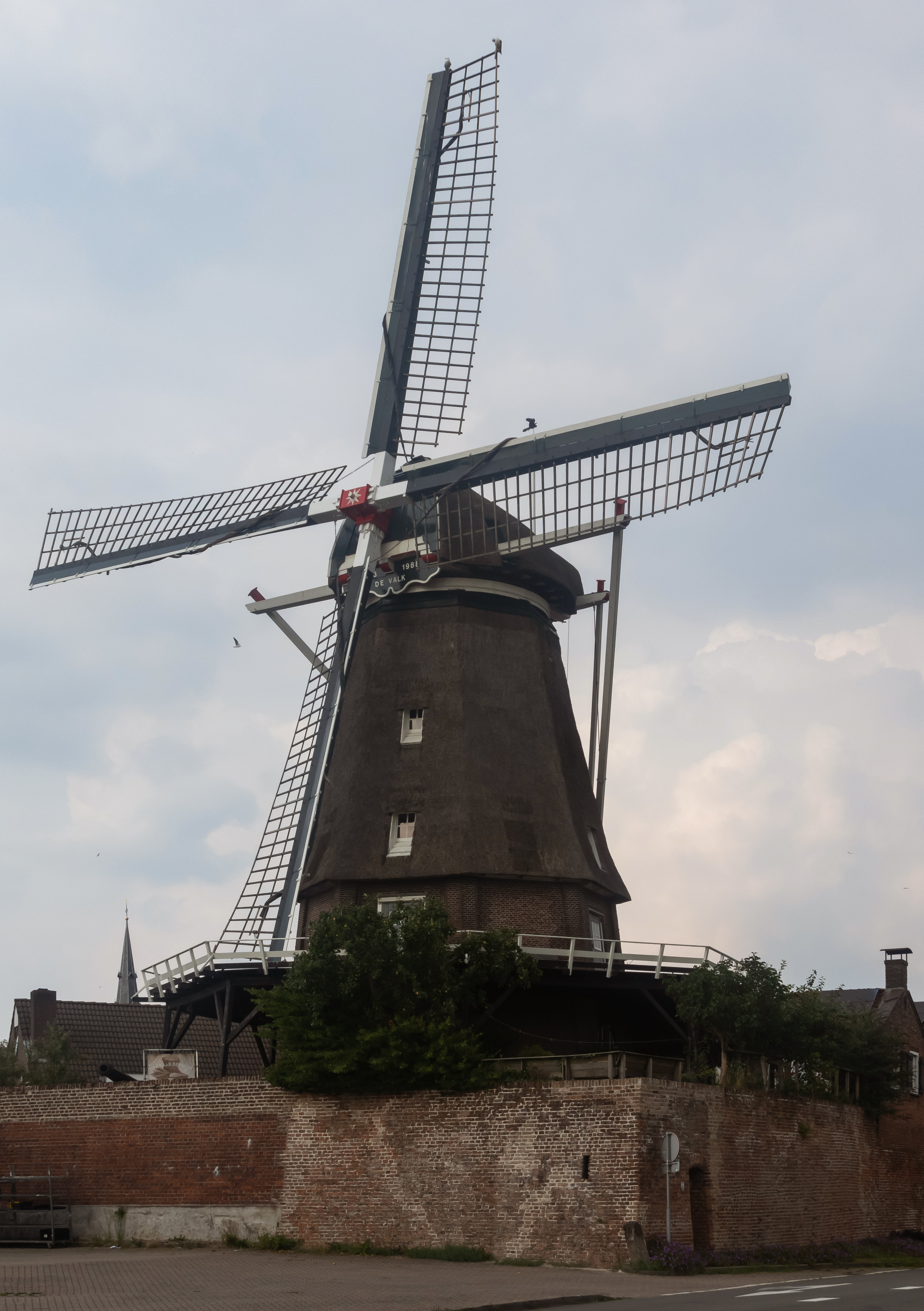

- Progressief Akkoord, 3 Sitze
- Leefbaar Montfoort, 4 Sitze
- CDA, 3 Sitze
- VVD, 2 Sitze
- D66, 1 Sitz
- CU, 1 Sitz
- SGP, 1 Sitz